# 2004년 하계 올림픽 아르헨티나 선수단
2004년 하계 올림픽 아르헨티나 선수단은 그리스 아테네에서 개최된 2004년 하계 올림픽에 참가한 올림픽 아르헨티나 선수단이다.

## 수영
남자
| 선수 | 세부 종목 | 예선 | 예선 | 준결선 | 준결선 | 결선 | 결선      |
| 선수 | 세부 종목 | 기록 | 순위 | 기록   | 순위   | 기록 | 최종 순위 |

## 역도
남자
| 선수          | 세부 종목       | 인상 | 인상 | 용상  | 용상 | 합계  | 합계 |
| 선수          | 세부 종목       | 기록 | 순위 | 기록  | 순위 | 기록  | 순위 |
| 다리오 레츠만 | 남자 미들헤비급 | 155  | =18  | 185   | 16   | 340   | 17   |
| 노라 코펠     | 여자 헤비급     | 100  | =12  | 137.5 | =6   | 237.5 | 9    |

## 육상

### 남자
필드 경기
| 선수                | 세부 종목  | 예선  | 예선 | 준준결선  | 준준결선  | 준결선 | 준결선 | 결선 | 결선 |
| 선수                | 세부 종목  | 기록  | 순위 | 기록      | 순위      | 기록   | 순위   | 기록 | 순위 |
| 후안 세레라         | 해머던지기 | 72.53 | 26   | 진출 실패 | 진출 실패 |        |        |      |      |
| 마르셀로 푸글리에세 | 원반던지기 | 56.06 | 31   | 진출 실패 | 진출 실패 |        |        |      |      |

## 참고 자료
- (영어) “Argentina at the 2004 Athina Summer Games”. SR/Olympic Sports. 2008년 12월 29일에 원본 문서에서 보존된 문서. 2011년 10월 8일에 확인함.